# Arien (personage)
Ariën is een personage uit de fictieve wereld van Midden-aarde J.R.R. Tolkien.
Ariën is een Maia, en werd door de Valar gekozen als hoedster van de Zon. Zij was een Maia-vuurgeest die vroeger gediend had bij Vána, de 'Altijd Jeugdige', in de tuinen van Valinor. Na de vernietiging van de Bomen van het Licht nam Arien de enige vrucht die was overgebleven van Laurelin, de 'Gouden Boom', en vervoerde deze, met een vaartuig vervaardigd door Aulë de Smid, langs het firmanent. Omdat ze de hoedster van de Zon is, is ze de meest geliefde Maia onder de sterfelijke mensen.